# Laser Interferometer Space Antenna
Pour les articles homonymes, voir ELISA.
Laser Interferometer Space Antenna (LISA) est une future mission spatiale de l'Agence spatiale européenne (ESA) dont l'objectif est de détecter des ondes gravitationnelles de basse fréquence depuis l'espace. Il s'agit du premier observatoire spatial d'ondes gravitationnelles, les observatoires actuels, notamment LIGO et Virgo, étant terrestres.
LISA consiste en une constellation de trois satellites en orbite héliocentrique formant un triangle équilatéral de 2,5 millions de kilomètres de côté dont les trois bras sont reliés par six faisceaux laser.
LISA est conçue à partir de 1997 comme une collaboration entre l'ESA et la NASA, mais l'agence spatiale américaine se retire en 2011 pour des raisons financières. Le projet européen se voit alors fortement réduit et renommé successivement New Gravitational-wave Observatory (NGO) puis Evolved LISA (eLISA). Après le succès de la mission du démonstrateur technologique LISA Pathfinder et surtout la première observation directe d'ondes gravitationnelles le 14 septembre 2015, la NASA fait son retour dans le projet en 2016. Reprenant le nom de LISA, le projet est de nouveau redéfini et se voit finalement sélectionné par l'ESA le 20 juin 2017 comme mission large L3 du programme Cosmic Vision pour un lancement en 2035.

## Contexte

### Les ondes gravitationnelles: une nouvelle fenêtre sur l'Univers
Les ondes gravitationnelles ou ondes de gravitation sont des oscillations de l'espace-temps qui se propagent à la vitesse de la lumière dans le vide à grande distance de leur point de formation. Leur existence est prédite par Albert Einstein dans sa théorie de la relativité générale en 1916. Les déformations engendrées sont cependant si faibles que les ondes détectables ne sont produites que par des masses soumises à de très grandes accélérations.
Au contraire des ondes électromagnétiques, les ondes gravitationnelles interagissent peu avec la matière. Elles se déplacent sur de grandes distances cosmiques sans être perturbées. Il est donc possible en les observant d'obtenir des informations inédites sur l'Univers. Notamment, elles peuvent permettre de mieux connaître les débuts de l'Univers, lors des 380 000 premières années après le Big Bang, à un moment où les ondes électromagnétiques, dont la lumière, ne circulent pas encore. Elles peuvent également fournir des données sur certains objets célestes comme les trous noirs, les étoiles à neutrons ou les supernovas.

### Les interféromètres terrestres et les premières observations
Pour détecter les ondes gravitationnelles, les chercheurs utilisent la méthode de l'interférométrie. Des interféromètres terrestres tels que Virgo (construit à Cascina, près de Pise en Italie) ou LIGO (Livingstone et Hanford aux États-Unis), existent déjà depuis le début les années 2000 et sont opérationnels. D'autres sont en projet : GEO600 en Allemagne, AIGO en Australie et TAMA au Japon. Leur sensibilité est cependant limitée aux hautes fréquences (10 Hz-10 kHz) par le bruit sismique, leur longueur de bras, et par les gradients de champs gravitationnels à l'intérieur de la Terre.
La première observation directe d'ondes gravitationnelles est annoncée le 11 février 2016 par les laboratoires LIGO et Virgo. Le signal GW150914 est détecté le 14 septembre 2015 à 9 h 50 min 45 s TU sur les deux sites américains jumeaux LIGO. L'origine de ce signal est la coalescence (fusion) de deux trous noirs de 36 et 29 masses solaires, situés à plus d'un milliard d'années-lumière de la Terre,. Une deuxième observation est faite le 26 décembre 2015, une troisième le 4 janvier 2017 et une quatrième le 14 août 2017. Ces découvertes sont récompensées par le Prix Nobel de physique en octobre 2017, décerné aux américains Rainer Weiss, Barry C. Barish et Kip Thorne, responsables de l'expérience LIGO.
Le 17 août 2017, la fusion de deux étoiles à neutrons est observée pour la première fois à la fois sous forme d'ondes gravitationnelles par les 3 interféromètres terrestres et sous forme lumineuse par 70 télescopes, sur terre et en orbite. Cet événement signe réellement le début de l'astronomie gravitationnelle.

### Les premiers projets d'interféromètres spatiaux
Les premiers travaux sur un dispositif spatial capable d'étudier les ondes gravitationnelles remontent à 1974. Une équipe de la NASA propose de construire un interféromètre de Michelson en forme de croix dont les bras font un kilomètre de long. Ce projet ambitieux est proposé en plein programme Apollo, cinq ans seulement après les premiers pas de l'Homme sur la Lune.
Le concept est approfondi les années suivantes, et en 1981, Peter Fender et James Faller, du Joint Institute for Laboratory Astrophysics (JILA) de l'université du Colorado à Boulder, proposent la mission LAGOS (Laser Antenna for Gravitational-radiation Observation in Space) : trois satellites avec compensation de trainée sont placés en orbite héliocentrique à un million de kilomètres les uns des autres. Malgré son intérêt pour le projet, la NASA refuse le projet en raison d'un manque de financement,,.

## Objectifs scientifiques
LISA est le premier observatoire spatial d'ondes gravitationnelles. Il permet la détection d'ondes gravitationnelles de basse fréquence, comprises entre 0,1 mHz et 100 mHz, inobservables par les interféromètres terrestres en raison de leur petite taille et des perturbations sismiques. Les ondes gravitationnelles de basse fréquence sont produites par des astres très massifs et très lointains, tels que les trous noirs supermassifs nichés au centre des galaxies.
La bande de fréquence observée par LISA est considérée comme la plus riche en ondes gravitationnelles. Ainsi la mission doit permettre de mieux comprendre la formation d'étoiles binaires dans la Voie lactée, de connaître l'histoire de l'Univers jusqu'à un décalage vers le rouge de l'ordre de 20 (premières étoiles formées après le Big Bang), de tester la théorie de la relativité générale dans les champs gravitationnels forts et d'observer les débuts de l'Univers mettant en œuvre des énergies de l'ordre du TeV.

## Genèse et développement du projet

### Proposition comme mission M3 de l'ESA (1993-1996)
En 1993, l'Agence spatiale européenne (ESA) émet un appel à propositions pour la troisième mission de classe moyenne (M3) du programme Horizon 2000. Deux projets de détection d'ondes gravitationnelles depuis l'espace lui sont proposés par des équipes internationales de chercheurs, :
- le projet LISA (Laser Interferometer Space Antenna), mené par Karsten Danzmann de l'université Gottfried-Wilhelm-Leibniz de Hanovre, consiste en 4 satellites placés en orbite héliocentrique formant un interféromètre avec des bras de 5 millions de kilomètres. Il est conçu comme une collaboration entre l'ESA et la NASA ;
- le projet SAGITTARIUS, mené par R.W. Hellings du Jet Propulsion Laboratory (JPL), consiste en 6 satellites placés en orbite géocentrique formant un interféromètre avec des bras d'un million de kilomètres.

Face aux similitudes entre les deux propositions, l'Agence spatiale européenne décide de les rassembler dans une même étude d'évaluation qui doit statuer entre les deux options. Devant la faible différence de coût, il est décidé d'opter pour l'option héliocentrique qui offre plusieurs avantages : des longueurs de bras constantes et un environnement stable sans perturbations, notamment du rayonnement solaire,.
Le projet LISA n'est finalement pas sélectionné en 1996 comme mission M3 par l'Agence spatiale européenne car son coût est bien supérieur au budget limite de la mission. Mais la Fundamental Physics Topical Team et le comité d'étude, conscients de son potentiel scientifique, recommandent d'en faire la troisième mission « pierre angulaire » du programme Horizon 2000+,. C'est la mission Planck (ex-COBRAS/SAMBA) dont le but est de cartographier les infimes variations de température du fond diffus cosmologique qui est retenue comme mission M3.

### Projet conjoint ESA / NASA abandonné (1997-2011)
Au vu du coût important du projet LISA, les fonds nécessaires sont difficiles à réunir et le lancement ne peut pas avoir lieu avant 2017 voire 2023. Il y alors un risque que la NASA mette au point un projet similaire et le lance avant l'Agence spatiale européenne. Alors, de 1996 à 1997, l'équipe scientifique de LISA divise le coût du projet quasiment par deux en réduisant le nombre de satellites ainsi que leur taille. En février 1997, elle propose avec le Fundamental Physics Advisory Group (FPAG) de collaborer avec la NASA.
En janvier 1997, une équipe du Jet Propulsion Laboratory (JPL) travaille déjà avec l'équipe scientifique de LISA sur un projet estimé à 465 millions de dollars américains : trois satellites espacés de 5 millions de kilomètres formant un triangle équilatéral et envoyés par un lanceur Delta II. Cette nouvelle mission LISA est présentée au Structure and Evolution of the Universe Subcommittee (SEUS) de la NASA en mars. Si la mission n'est pas immédiatement adoptée pour un lancement entre 2000 et 2004, elle est sélectionnée dans le cadre du Technology Development Roadmap for the Structure and Evolution of the Universe Theme. En juin de la même année, le projet LISA se voit doté d'un bureau au JPL sous la direction de W.M. Folkner. En décembre, une équipe nommée LISA Mission Definition Advisory Team est formée avec 36 scientifiques américains et la participation de l'équipe de l'ESA.
En août 2004, un accord entre l'ESA et la NASA répartit les responsabilités. La NASA s'occupe de la fourniture des trois satellites et du lanceur, du contrôle des opérations, et de l'utilisation du Deep Space Network. L'ESA fournit la charge utile et les trois propulseurs.
Mais en mars 2011, l'Agence spatiale européenne (ESA) et la NASA annoncent la fin de leur collaboration. En raison de coupes budgétaires et de la dérive du coût du télescope spatial James-Webb, la NASA ne peut plus financer qu'une seule mission majeure et le Planetary Science Decadal Survey a jugé plus important le projet Wide Field Infrared Survey Telescope (WFIRST) consacré à l'étude de l'énergie noire,,.

### Redéfinition du projet européen et proposition comme mission L1 de l'ESA (2011-2013)
Avec le départ de la NASA, L'Agence spatiale européenne doit alors reconsidérer la mission dans un contexte uniquement européen. Pour atteindre un budget plus raisonnable, elle revoit à la baisse ses caractéristiques : un interféromètre placé sur une orbite différente avec deux bras d'une longueur d'un million de kilomètres pour une durée de mission de seulement deux ans. Ces changements ont pour conséquences une baisse de la sensibilité de l'interféromètre,.
Le projet, renommé New Gravitational wave Observatory (NGO), se voit proposé comme mission L1 du programme Cosmic Vision. Mais si sa valeur scientifique est reconnue, le Comité du programme scientifique choisit en mai 2012 la mission de la sonde spatiale JUICE qui doit survoler les lunes de Jupiter,.

### Retour de la NASA et sélection comme mission L3 de l'ESA (2013-2017)
En mars 2013, l'Agence spatiale européenne lance un appel à proposition pour les futures missions lourdes L2 et L3 du programme Cosmic Vision. En novembre, elle précise que la mission L2 est dédiée à l'univers chaud et énergétique, et la mission L3 à l'univers gravitationnel. Le thème de cette dernière correspond à l'objectif du projet NGO, désormais nommé eLISA (Evolved LISA),,.
Le démonstrateur technologique LISA Pathfinder chargé de valider les technologies utilisées dans LISA est lancé le 3 décembre 2015 à 4 h 04 TU par le lanceur européen Vega depuis la base de lancement de Kourou. Le satellite atteint le 22 janvier 2016 sa position finale, au point de Lagrange L1, à 1,5 million de kilomètres de la Terre en direction du Soleil. Il commence sa mission scientifique en mars 2016 pour une durée de six mois. Mais après seulement deux mois d'opérations, la mission s'avère être un succès : non seulement les technologies testées sont validées, mais les performances du démonstrateur sont cinq fois supérieures au cahier des charges,.
Après le succès de la mission LISA Pathfinder et surtout la première observation directe d'ondes gravitationnelles le 14 septembre 2015, la NASA décide à l'été 2016 de rejoindre le projet qui reprend le nom de LISA,. Les équipes scientifiques du projet peuvent alors revoir leurs ambitions scientifiques à la hausse.
En octobre 2016, l'Agence spatiale européenne (ESA) ouvre le processus de sélection de la mission large L3 du programme Cosmic Vision dont le lancement est prévu en 2034. Le 13 janvier 2017, le projet LISA est proposé à l'ESA pour cette mission. Il consiste désormais en un interféromètre à trois bras d'une longueur de 2,5 millions de kilomètres chacun. Six lasers relient les trois satellites placés triangulairement sur une orbite héliocentrique à une distance d'environ 50 millions de kilomètres de la Terre. Le coût de cette mission de quatre ans est estimé à un milliard d'euros au total avec une participation attendue de 20 % de la NASA. Le 20 juin 2017, le Science Programme Committee de l'ESA choisit sans surprise le projet LISA comme mission large L3,.

### Développement (2018-)
Les travaux de conception de la mission et des technologies associées sont considérés en janvier 2024 comme suffisamment avancés par l'ESA, et lui permettent de lancer, la réalisation des instruments et des moyens de lancement. Le lancement, par Ariane 6, est planifié pour 2035.

## Le démonstrateur technologiqueLISA Pathfinder
En 1998, il est décidé de tester certains aspects sensibles et novateurs du projet LISA avec un démonstrateur technologique nommé ELITE (European LIsa Technology Experiment). Ce projet est retravaillé puis proposé en 2000 à l'Agence spatiale européenne comme mission SMART-2, et se voit approuvé en novembre par le Science Programme Committee (SPC). Le projet est alors renommé LISA Pathfinder,.
Le satellite LISA Pathfinder est lancé le 3 décembre 2015 à 4 h 04 TU par le lanceur européen Vega depuis la base de lancement de Kourou. Le satellite atteint le 22 janvier 2016 sa position finale, au point de Lagrange L1, à 1,5 million de kilomètres de la Terre en direction du Soleil. Il commence sa mission scientifique en mars 2016 pour une durée de six mois. Mais après seulement deux mois d'opérations scientifiques, la mission s'avère être un succès. Non seulement les technologies testées sont validées, mais les performances du démonstrateur sont cinq fois supérieures au cahier des charges,.

## Géométrie de LISA

Orbitographie des stations de LISA et mouvement périodique annuel de l'interféromètre en orbite héliocentrique.

LISA consiste en une constellation de trois satellites artificiels placés en orbite héliocentrique formant un triangle équilatéral de 2,5 millions de kilomètres de côté. Les trois bras sont reliés par des liens optiques composés de faisceaux laser. La formation suit la Terre avec un retard de 20°, soit environ 50 millions de kilomètres. Le plan formé par le triangle de satellites est incliné de 60° par rapport au plan de l'écliptique.
Cette configuration est rendue possible par le fait que les lois de la mécanique céleste prédisent que trois orbites héliocentriques de même rayon et inclinées suivant un certain angle peuvent être parcourues par trois satellites formant un triangle équilatéral parfait si les positions relatives des satellites sur leurs orbites respectives sont choisies adéquatement. Le triangle fait un tour complet autour de son centre en une année.

## Principe de fonctionnement de LISA

Vue stylisée des déformations induites au passage d'une onde gravitationnelle polarisée + sur les bras laser de l'interféromètre LISA.

Comme tous les détecteurs modernes d'ondes gravitationnelles, LISA utilise la technique d'interférométrie laser heterodyne, c'est-à-dire que les deux faisceaux interférant n'ont pas la même fréquence, générant un battement optique oscillant à la période égale à la différence de fréquence entre les deux lasers. Les trois satellites composant LISA forment en effet un interféromètre de Michelson géant où les trois satellites jouent le rôle de miroir et celui de source et d'observateur. Au passage d’une onde gravitationnelle les distances des trois bras de LISA sont perturbées du fait des déformations de l'espace-temps produites par l'onde gravitationnelle.
En pratique, on mesure donc une variation relative de phase d'un laser distant par rapport à un laser local, par le principe d'interférences lumineuses. La comparaison entre la fréquence du faisceau reçu et celle de l'oscillateur local porte donc la signature des perturbations produites par une onde gravitationnelle.
Chaque satellite possède deux lasers qui pointent chacun vers l'un des deux autres satellites. Du fait de la distance, le faisceau laser reçu par un satellite lointain ne peut pas être réfléchi tel quel vers l'autre satellite car le signal est finalement trop atténué. Pour ce faire, chaque satellite réémet un faisceau laser généré localement mais synchronisé en phase avec le faisceau laser reçu.
Afin d'éliminer les autres forces non gravitationnelles, telles que le vent solaire et la pression de rayonnement, auxquelles sont soumis chacun des trois satellites, la référence de mesure interférométrique est une masse inertielle (un cube de 46 mm de côté constitué de 75 % d'or et 25 % de platine), en chute libre dans l'espace, que contient et suit le satellite, suivant un principe déjà expérimenté par d'autres missions spatiales telle Gravity Probe B. 
Chaque satellite mesure ces contraintes (grâce à un accéléromètre capacitif) et les compense (grâce à des micro-accélérateurs). Le dispositif assure que chaque satellite reste bien centré par rapport à sa masse d'épreuve.

## Sensibilité de LISA
Les dimensions de l'interféromètre LISA et son isolation des sources terrestres de bruits permettent ainsi d’obtenir une sensibilité comparable à celle des interféromètres terrestres (sensibilité objective 10 pm sur une distance de 1 million de kilomètres, soit une variation relative de distance δL/L < 10-21), mais dans une bande de fréquences allant de 0,1 mHz à 1 Hz approximativement. Cette bande de fréquence est complémentaire de celle des antennes du type VIRGO ou LIGO, et donne accès à une autre classe d'événements astrophysiques.
La physique visée par LISA est principalement celle qui se déroule autour des trous noirs supermassifs abrités par la quasi-totalité des bulbes galactiques. On souhaite observer à travers les signaux gravitationnels les captures d’astres compacts par des trous noirs, voire les coalescences de trous noirs supermassifs.
En effet, la fréquence des ondes gravitationnelles est directement reliée à la période de révolution du système qui les génère. Or la période de révolution d'un système de deux trous noirs sur le point de fusionner est directement fonction de leur masse : plus la masse est élevée, plus la période est grande et la fréquence des ondes produites est basse. La bande de fréquence des interféromètres terrestres correspond à des émissions produites par des étoiles à neutrons ou des trous noirs stellaires. Celle de LISA correspond à celle des trous noirs supermassifs. Les événements impliquant les trous noirs supermassifs sont a priori plus rares que ceux impliquant des trous noirs stellaires, mais sont détectables sur de plus grandes distances. Un risque lié à la mission LISA est que le signal gravitationnel soit pollué par un ensemble de systèmes de deux naines blanches, générant des ondes à ces fréquences là, de plus faible amplitude, mais néanmoins détectable du fait de leur plus grande proximité.